# Saxifraga wardii
Saxifraga wardii är en stenbräckeväxtart som beskrevs av William Wright Smith. Saxifraga wardii ingår i Bräckesläktet som ingår i familjen stenbräckeväxter. Utöver nominatformen finns också underarten S. w. glabripedicellata.